# Атлетика на Летњим олимпијским играма 2012 — штафета 4 × 100 метара за жене
Штафетна трка 4 х 100 метара за жене, је била, једна од 47 дисциплина атлетског програма на Летњим олимпијским играма 2012. у Лондону, Уједињено Краљевство. Такмичење је одржано од 9. и 10. августа на Олимпијском стадиону.
Победничка штафета САД оборила је светски рекорд, који је Источна Немачка поставила пре 27 година, за више од пола секунде. Друга је била Јамајка са националним рекордом и 6 метара заостатка за победничко штафетом. Трећепласирана Украјина је за Јамајком заостала 7 метара, такође постављајући нови национални рекорд..

## Учесници
Учествовало је 16 штафета, из исто толико земаља.
| - Бахаме - Белорусија - Бразил - Колумбија - Француска - Немачка | - Јамајка - Јапан - Холандија - Нигерија - Пољска | - Русија - Тринидад и Тобаго - Сједињене Америчке Државе - Украјина - Швајцарска |

## Систем такмичења
Такмичње у овој дисциплини орджанао је у два дана. Првог дана у квалификацијама су учествовале све штафете које су постигле квалификационе норме. Такмичарке су били подељени у две групе по 8 из којих су се по 3 најбрже штафете и две према постигнутом резултату пласирале у финале.

## Рекорди пре почетка такмичења
(стање 10. јул 2012)
| Светски рекорд          | 41,37 | Источна Немачка · Зилке Гладиш, Сабине Ригер · Ингрид Ауерсвалд, Марлиз Гер | Канбера, Аустралија | 6. октобар 1985. |
| Олимпијски рекорд       | 41,60 | Источна Немачка · (Роми Милер, Бербел Векел · Ингрид Ауерсвалд, Марлиз Гер  | Москва, СССР        | 1. август 1980   |
| Најбољи резултат сезоне | 42,19 | Сједињене Државе Црвени                                                     | Филаделфија, САД    | 28. април 2012.  |

## Нови рекорди после завршетка такмичења
| Светски рекорд          | 40,82 | Сједињене Америчке Државе · Тијана Медисон, Алисон Филикс · Бјанка Најт, Кармелита Џетер | Лондон, УК | 10. август 2012. |
| Олимпијски рекорд       | 40,82 | Сједињене Америчке Државе · Тијана Медисон, Алисон Филикс · Бјанка Најт, Кармелита Џетер | Лондон, УК | 10. август 2012. |
| Најбољи резултат сезоне | 40,82 | Сједињене Америчке Државе · Тијана Медисон, Алисон Филикс · Бјанка Најт, Кармелита Џетер | Лондон, УК | 10. август 2012. |

## Сатница
| Сатум                    | Време | Ниво          |
| ------------------------ | ----- | ------------- |
| Четвртак 9. август, 2012 | 20:20 | Квалификакије |
| Петак, 10. август 2012   | 20:40 | Финале        |

## Освајачи медаља
| | |                                                                               |
| Тијана Медисон · Алисон Филикс · Бјанка Најт · Кармелита Џетер · Џениба Тармо* · Лорин Вилијамс* · Сједињене Америчке Државе | Шели-Ен Фрејзер-Прајс · Шерон Симпсон · Вероника Кембел-Браун · Керон Стјуарт · Саманта Хенри-Робинсон* · Schillonie Calvert* · Јамајка | Олесја Повх · Христина Стуј · Марија Рјемјењ · Јелизавета Бризгина · Украјина |

* такмичарке обележене звездицом су трчале у квалификацијама, не и у финалу.

## Резултати

### Квалификације
Штафете су биле подељене у две групе по 8. У финале су се аутоматски квалификовале по прве три из обе групе (КВ) и две према постигнутом резултату. (кв).
| Место | Група | Стаза | Земља                     | Састав штафете                                                                   | Резултат        | Белешка         |
| ----- | ----- | ----- | ------------------------- | -------------------------------------------------------------------------------- | --------------- | --------------- |
| 1.    | 1     | 2     | Сједињене Америчке Државе | Тијана Медисон, Џениба Тармо, Бјанка Најт, Лорин Вилијамс                        | 41,64           | КВ, НРС         |
| 2     | 1     | 4     | Тринидад и Тобаго         | Мишел-Ли Ахје, Кели-Ен Баптист, Кеј Селвон, Семој Хакет                          | 42.31           | КВ, НР          |
| 3     | 2     | 4     | Украјина                  | Олесја Повх, Христина Стуј, Марија Рјемјењ, Јелизавета Бризгина                  | 42,36           | КВ, НРС         |
| 4     | 2     | 6     | Јамајка                   | Саманта Хенри-Робинсон, Шерон Симпсон, Schillonie Calvert, Керон Стјуарт         | 42,37           | КВ, НРС         |
| 5     | 1     | 8     | Холандија                 | Кадене Васел, Дафне Схиперс, Eva Lubbers, Јамиле Самуел                          | 42,45           | КВ, НР          |
| 6     | 1     | 7     | Бразил                    | Ана Клаудија Силва, Франсијела Красуки, Evelyn dos Santos, Росанжела Сантос      | 42,55           | кв, ЈАР         |
| 7     | 2     | 9     | Немачка                   | Лина Гинтер, Ана Кибис, Татјана Пинто, Верена Зајлер                             | 42,69           | КВ,             |
| 8     | 1     | 3     | Нигерија                  | Christy Udoh, Gloria Asumnu, Оладумола Осајоми, Блесинг Окагбаре                 | 42,74           | кв, НРС         |
| =9    | 1     | 9     | Бахаме                    | Шеника Фергусон, Chandra Sturrup, Christine Amertil, Антоник Стракан             | 43,07           | НРС             |
| =9    | 2     | 2     | Пољска                    | Марика Попович, Дарија Корчинска, Марта Јешке, Ewelina Ptak                      | 43,07           |                 |
| 11    | 2     | 5     | Колумбија                 | Јомара Хинестроза, Норма Гонзалес, Darlenis Obregón, Eliecith Palacios           | 43,21           | ЛРС             |
| 12    | 2     | 7     | Русија                    | Олга Белкина, Наталија Русакова, Елизабета Савлинис, Александра Федорива         | 43,24           | НРС             |
| 13    | 1     | 6     | Швајцарска                | Michelle Cueni, Муџинба Камбуђи, Елен Шпрунгер, Леа Шпрунгер                     | 43,54           | ЛР              |
| 14    | 2     | 3     | Белорусија                | Алина Тајај, Katsiaryna Hanchar, Elena Danilyuk-Nevmerzhytskaya, Yuliya Balykina | 43,90           |                 |
| 15    | 1     | 5     | Јапан                     | Anna Doi, Кана Ичикава, Ћисато Фукушима, Yumeka Sano                             | 44,25           |                 |
| -     | 2     | 8     | Француска                 | Мирјам Сумаре, Ајоделе Икесан, Лина Жак Себастјен, Жоана Даноа                   | Диквалификована | Диквалификована |

### Финале
| Место | Стаза | Земља                     | Састав штафете                                                              | Резултат        | Белешка         |
| ----- | ----- | ------------------------- | --------------------------------------------------------------------------- | --------------- | --------------- |
|       | 7     | Сједињене Америчке Државе | Тијана Медисон, Алисон Филикс, Бјанка Најт, Кармелита Џетер                 | 40,82           | СР, ОР, САР, НР |
|       | 6     | Јамајка                   | Шели-Ен Фрејзер-Прајс, Шерон Симпсон, Вероника Кембел-Браун, Керон Стјуарт  | 41,41           | НР              |
|       | 4     | Украјина                  | Олесја Повх, Христина Стуј, Марија Рјемјењ, Јелизавета Бризгина             | 42,04           | НР              |
| 4     | 2     | Нигерија                  | Christy Udoh, Gloria Asumnu, Оладумола Осајоми, Блесинг Окагбаре            | 42,64           | ЛРС             |
| 5     | 8     | Немачка                   | Лена Гинтер, Ане Кибис, Тастјана Пинто, Верена Зајлер                       | 42,67           |                 |
| 6     | 9     | Холандија                 | Кадене Васели, Дафне Схиперс, Eva Lubbers, Јамиле Самуел                    | 42,70           |                 |
| 7     | 3     | Бразил                    | Ана Клаудија Силва, Франсијела Красуки, Evelyn dos Santos, Росанжела Сантос | 42,91           |                 |
| —     | 4     | Тринидад и Тобаго         | Мишел-Ли Ахје, Кели-Ен Баптист, Кеј Селвон, Семој Хакет                     | Диквалификована | Диквалификована |